# 蛭田貫二
蛭田貫二（ひるた かんじ）は日本の造園家。明治40年に現在の東京都渋谷区原宿において蛭田庄二が開始した造園業を祖とする蛭田植物園の二代目として、主に東京都内で造園作品を多く残す。蛭田庄二は大正時代に東京の春日造園で修行を開始し、明治神宮の造営工事のほか、春日時太郎と共に大正記念園の施工などに携わり、戦前期から公共の造園工事を多く手がけていたとともに、1935年（昭和10年）には蛭田植物園の現住所である東京都世田谷区北沢に蛭田庭園研究所を開設し造園技能者の養成指導にもあたった。日本の敗戦後の東京復興にあたっても造園方面で尽力。
蛭田植物園は、1964年東京オリンピックにあたって駒沢オリンピック公園、代々木公園、また六義園や皇居内・秩父宮邸・高松宮邸庭園の管理などに携わり、現在ねむの木の庭と池田山公園の指定管理者となっている。

## おもな作品
- 旧大田黒元雄邸庭園・大田黒公園（杉並区荻窪）
- 滄浪泉園（小金井市貫井南町）
- 戸越公園（品川区豊町）
- 立正佼成会法輪閣主庭（杉並区和田）
- 旧西ドイツガーデンショウ日本庭園

## 経歴
- 1953年（昭和28年） - 有限会社蛭田植物園二代目社長就任
- 1963年（昭和38年） - 蛭田植物園、株式会社に組織変更。代表取締役に